# Conception Harbour
Conception Harbour är en ort i Kanada.   Den ligger i provinsen Newfoundland och Labrador, i den östra delen av landet, 1 700 km öster om huvudstaden Ottawa. Conception Harbour ligger 52 meter över havet och antalet invånare är 801.
Terrängen runt Conception Harbour är platt. Havet är nära Conception Harbour österut. Närmaste större samhälle är Conception Bay South, 17,7 km öster om Conception Harbour. 
I omgivningarna runt Conception Harbour växer i huvudsak blandskog. Runt Conception Harbour är det glesbefolkat, med 14 invånare per kvadratkilometer.